# إيفان ستامبوليش
إيفان ستامبوليش (بالسيريلية الصربية: Иван Стамболић) (5 نوفمبر 1936 - 25 أغسطس 2000) سياسي صربي، كان عضوا في رابطة شيوعيي يوغسلافيا. تحول رئيس جمهورية صربيا في الفترة بين 5 مايو 1987 إلى 14 ديسمبر 1987. لم يستمر أكثر من عام في منصبه ، و حدثت في عهده مشكلات قومية في كوسوفو بين الصرب و الألبان، تم التصويت بتنحيته في 17 ديسمبر 1987، فطرده سلوبودان ميلوشيفيتش، بعد أن رافقه كمستشار وأستاذ ورفيق دربه منذ أمد طويل.
تم اغتياله عام 2000 .